# Беркут, Николай Кононович
Николай Кононович Беркут (?—1890) — российский врач.
Сын учителя. В 1836 году окончил 1-ю Московскую гимназию, в 1841 году — медицинский факультет Московского университета. До 1848 года был ассистентом университетской клиники; работал в Дворянском институте, был врачом в 4-й Московской гимназии. Был также домашним врачом в имении Сухово-Кобылиных в Ярославской губернии. С 1858 года стал главным врачом московских тюремных больниц: после смерти в 1853 году Ф. П. Гааза тюремный комитет на протяжении пяти лет не мог найти ему достойной замены пока не остановился на кандидатуре Беркута. С 1876 года он состоял членом попечительного совета и инспектором московских больниц гражданского ведомства.
Н. К. Беркут был одним из основателей и наиболее ревностных и выдающихся деятелей московского общества русских врачей; в 1862—1871 годах (с перерывом со 2 мая 1866 по декабрь 1867) был товарищем председателя общества, с 1872 года до своей смерти 15 (27) июня 1890 года — председателем общества. 
Ему принадлежит ряд статей и заметок, напечатанных в «Московской медицинской газете» в период 1858—1876 гг. 
Жена, Наталья Владимировна, урождённая Змеева (1829—?), дочь Владимира Петровича и Анны Николаевны Змеевых.